# 매출채권보험
매출채권보험은 중소기업이 물품 또는 용역을 구매기업에 제공하고 그 대가로 취득한 매출채권을 보험에 가입하였다가, 
향후 구매기업의 채무불이행으로 인한 손실이 발생할 경우 보험금을 수령하는 보험상품이다.